# Millville (Delaware)
Millville es un pueblo ubicado en el condado de Sussex en el estado estadounidense de Delaware. En el año 2000 tenía una población de 259 habitantes y una densidad poblacional de 206 personas por km².

## Geografía
Millville se encuentra ubicado en las coordenadas 38°32′56″N 75°6′49″O / 38.54889, -75.11361.

## Demografía
Según la Oficina del Censo en 2000 los ingresos medios por hogar en la localidad eran de $36,932, y los ingresos medios por familia eran $45,417. Los hombres tenían unos ingresos medios de $29,821 frente a los $22,000 para las mujeres. La renta per cápita para la localidad era de $21,250. Alrededor del 1.6% de la población estaban por debajo del umbral de pobreza.

## Localidades adyacentes
Diagrama de las localidades a un radio de 16 km a la redonda de Millville.